# رودریگو لاسردا راموس
رودریگو لاسردا راموس (به پرتغالی: Rodrigo Lacerda Ramos) هافبک اهل برزیل است که در شهر سائو برناردو دو کامپو و در تاریخ ۶ اکتبر ۱۹۸۰ به دنیا آمده‌است.
رودریگو لاسردا راموس در تیم‌های فوتبال پالمیراس سابقهٔ حضور دارد.